# Nahe (Schleuse)
 For alternative betydninger, se Nahe. (Se også artikler, som begynder med Nahe)
Nahe er en 21,5 km lang flod i Thüringer Wald. Floden ligger i det sydlige Thüringen i Tyskland. Dens vigtigste biflod Erle fordobler vandmængden i Nahe. Floden udmunder i Schleuse.
50°30′04″N 10°44′24″Ø / 50.5012°N 10.7399°Ø